# Kids Vet Academy
Kids Vet Academy è un programma televisivo italiano, trasmesso su Rai Gulp dal 4 ottobre 2021.

## Descrizione del programma
La serie dei bambini che entrano negli studi veterinari e scoprono, insieme ai dottori, tecniche e vita quotidiana all'interno di un ambulatorio veterinario.

## Puntate

### Prima edizione
| Episodio | Titolo        | Data           |
| -------- | ------------- | -------------- |
| 1        | Incidenti     | 4 ottobre 2021 |
| 2        | Alimentazione | 4 ottobre 2021 |
| 3        | Cuccioli      | 4 ottobre 2021 |
| 4        | Udito         | 4 ottobre 2021 |
| 5        | Gravidanza    | 4 ottobre 2021 |
| 6        | Vista         | 4 ottobre 2021 |
| 7        | Vaccinazioni  | 4 ottobre 2021 |
| 8        | Parassiti     | 4 ottobre 2021 |
| 9        | Comportamento | 4 ottobre 2021 |
| 10       | Ortopedia     | 4 ottobre 2021 |
| 11       | Diagnosi      | 4 ottobre 2021 |
| 12       | Sintomi       | 4 ottobre 2021 |

### Seconda Edizione
| Episodio | Titolo                  | Data              |
| -------- | ----------------------- | ----------------- |
| 1        | Ispezione visiva        | 15 Settembre 2022 |
| 2        | Palpazione              | 15 Settembre 2022 |
| 3        | Alpaca                  | 15 Settembre 2022 |
| 4        | Fisioterapia            | 15 Settembre 2022 |
| 5        | Problemi digestivi      | 15 Settembre 2022 |
| 6        | Contenimento            | 15 Settembre 2022 |
| 7        | Prelievo                | 15 Settembre 2022 |
| 8        | Osteoterapia            | 15 Settembre 2022 |
| 9        | Cavalli                 | 15 Settembre 2022 |
| 10       | Prevenzione             | 15 Settembre 2022 |
| 11       | Reinserimento in natura | 15 Settembre 2022 |
| 12       | Kids Vet Academy        | 15 Settembre 2022 |